# Isoclusia samoaensis
Isoclusia samoaensis är en tvåvingeart som beskrevs av Malloch 1929. Isoclusia samoaensis ingår i släktet Isoclusia och familjen lövflugor. Inga underarter finns listade i Catalogue of Life.